# Sanders, Kentucky
Sanders är en ort i Carroll County i delstaten Kentucky, USA.